# Văn minh cổ Babylon
Văn minh cổ Babylon hay Babylonia (/ˌbæbɪˈloʊniə/) là một quốc gia cổ đại nói tiếng Akkad và là một vùng văn hóa có trung tâm tại trung-nam Lưỡng Hà (nay là Iraq và Syria).
Ban đầu là một tiểu quốc do người Amorite cai trị thành lập vào năm 1894 TCN, bao gồm thành Babylon, và là một thành thị nhỏ dưới thời Đế chế Akkad (2335-2154 TCN), nhưng dưới triều đại Amorite của Hammurabi trong nửa đầu thế kỷ 18 TCN, nó được mở rộng đáng kể, thâu tóm các vùng lãnh thổ xung quanh, tạo nên Đế quốc Cổ Babylon. Từ thời Hammurabi trở đi, Babylonia được gọi là "đất nước của người Akkad" (Māt Akkadī trong tiếng Akkad), với chủ ý liên hệ đến vinh quang trong quá khứ của Đế chế Akkad. Đế quốc Cổ Babylon nhanh chóng sụp đổ sau cái chết của Hammurabi và lại trở thành một vương quốc nhỏ. Babylon lần lượt bị ngoại bang như người Kassite, Elam xâm chiếm và cai trị, trải qua các giai đoạn bị Assyria gây ảnh hưởng và đô hộ, cho đến khi người Chaldea thành lập Đế chế Tân Babylon năm 605 TCN, đưa Babylon một lần nữa trở thành bá chủ của khu vực. Sau giai đoạn cực thịnh, Đế quốc Babylon dần tan rã cho đến năm 539 TCN, Cyrus đại đế chinh phục Babylon và sáp nhập vào Đế quốc Achaemenes.
Babylon sử dụng ngôn ngữ viết Akkad (ngôn ngữ của dân cư bản địa) làm ngôn ngữ chính thức, mặc dù những người cai trị Amorite nói tiếng Tây Bắc Semit và triều đại Kassite kế tiếp không phải là người Lưỡng Hà bản địa. Tiếng Sumer vẫn được sử dụng cho mục đích tôn giáo, nhưng trong tiếng nói hàng ngày đã hoàn toàn bị thay thế bởi tiếng Akkad. Các truyền thống Akkad và Sumer lâu đời đóng một vai trò quan trọng trong văn hóa Babylon và Assyria. Trong thời kỳ bị Assyria đô hộ (911-619 TCN), tiếng Aram Lưỡng Hà bắt đầu thay thế tiếng Akkad, trở thành ngôn ngữ nói chung của dân chúng của cả Assyria và Babylon. Khu vực này đóng vai trò là một trung tâm văn hóa quan trọng ở Tây Á, ngay cả dưới thời kì lâu dài bị ngoại bang đô hộ.

## Lịch sử

### Thời kỳ Sumer-Akkad tiền Babylon
Lưỡng Hà đã có một lịch sử lâu dài trước thời Babylon, với nền văn minh Sumer nổi lên từ khoảng năm 4000 TCN và những người nói tiếng Akkad xuất hiện vào thiên niên kỉ thứ 3 TCN.
Trong thiên niên kỷ thứ 3 TCN, đã có sự cộng sinh văn hóa rất mật thiết giữa người Sumer và người Akkad bao gồm việc sử dụng phổ biến song ngữ. Tiếng Akkad dần thay thế tiếng Sumer thành ngôn ngữ nói của Lưỡng Hà vào khoảng giữa thiên niên kỷ thứ 3 và thứ 2 TCN (thời điểm chính xác vẫn đang được tranh luận), nhưng tiếng Sumer tiếp tục được sử dụng như một thứ ngôn ngữ linh thiêng cho nghi lễ, văn chương và khoa học ở Lưỡng Hà cho đến thế kỷ 1 CN.
Thời kỳ Akkad thường được xác định niên đại từ năm 2350-2170 TCN theo Niên đại trung, hay 2230-2050 TCN theo Niên đại ngắn. Khoảng năm 2334 TCN, Sargon trở thành vua của người Akkad ở miền bắc Lưỡng Hà và tiến hành chinh phục một khu vực trải dài từ Vịnh Ba Tư cho đến Syria ngày nay. Thành Babylon được đề cập đến sớm nhất trong một phiến đất sét từ triều đại Sargon của Akkad (2334-2279 TCN), có niên đại khoảng thế kỷ 23 TCN. Babylon chỉ đơn thuần là một trung tâm tôn giáo và văn hóa vào thời điểm này chứ không phải là một quốc gia độc lập hay một thành phố lớn. Năm 2170 TCN, đế chế Akkad bị người Guti từ dãy Zagros xâm chiếm.
Cuối cùng, người Guti bị lật đổ và Ur thống nhất khu vực với Đế chế Ur III (2112-2004 TCN). Khoảng năm 2000 TCN, sức mạnh của Ur suy yếu dần và bị người Amorite thôn tính phần lớn diện tích. Đối thủ lâu đời của Sumer ở phía đông, người Elam, cuối cùng đã lật đổ Ur. Điều này chấm dứt sự thống trị của người Sumer ở Lưỡng Hà, nhưng các triều đại sau đó đã tiếp nhận và kế thừa phần lớn nền văn minh Sumer.
Hai thế kỷ tiếp theo, được gọi là thời Isin-Larsa, đã chứng kiến miền nam Lưỡng Hà bị chi phối bởi cuộc cạnh tranh giành quyền thống trị của hai thành bang của người Amorite là Isin và Larsa. Ilushuma của Assyria (1945 -1906 TCN) trở thành một vị vua quyền lực, đã xâm chiếm các thành bang phía nam và thành lập các thuộc địa ở Tiểu Á. Điều này đã trở thành một kiểu mẫu lặp lại trong suốt lịch sử của Lưỡng Hà cổ đại với sự cạnh tranh trong tương lai giữa Assyria và Babylonia.

### Triều đại Babylon đầu tiên - Triều đại Amorite, 1894-1595 TCN

#### Thời kỳ tiền đế quốc

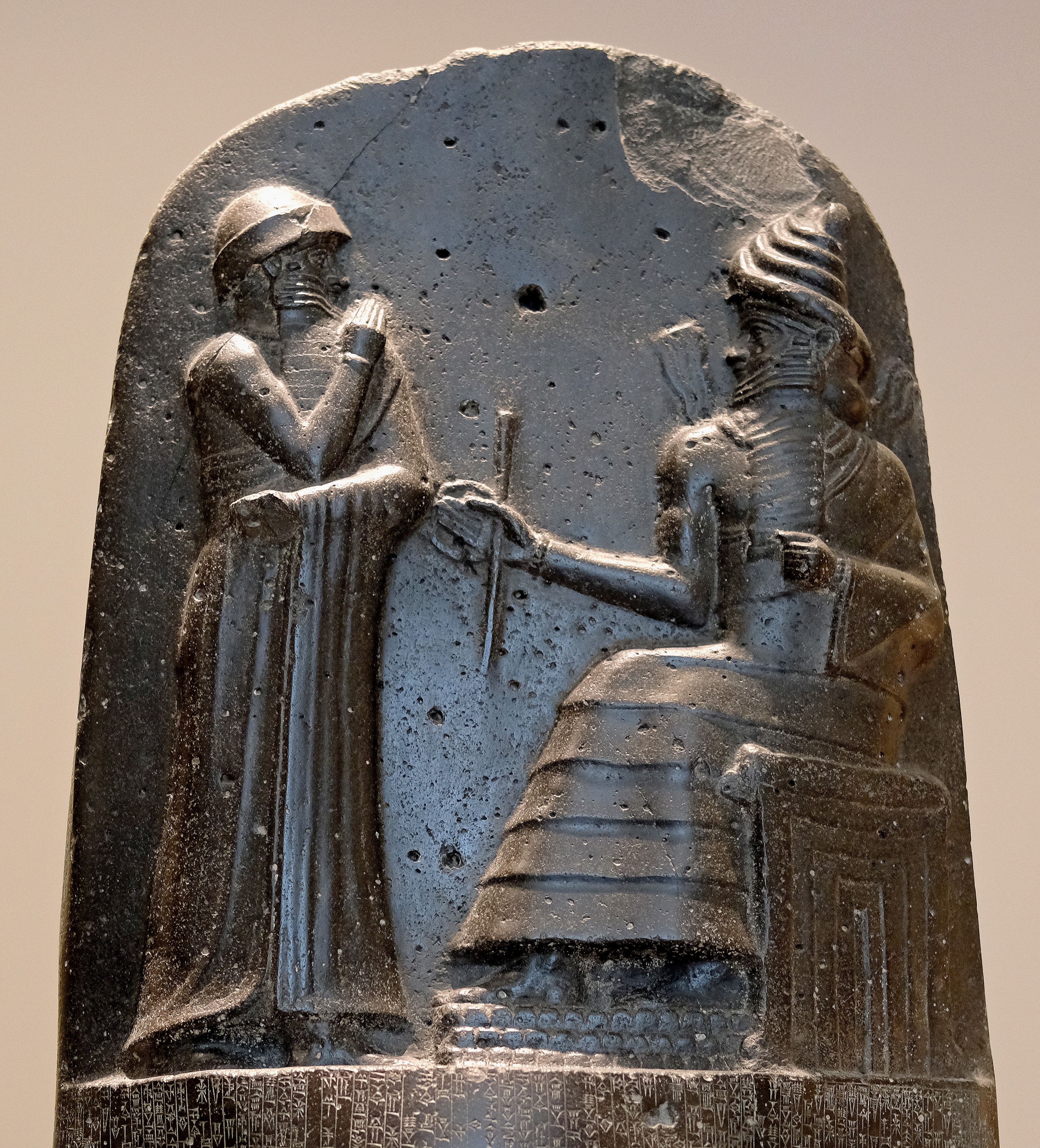
Hammurabi (đứng), nhận biểu tượng hoàng gia từ Shamash (hoặc có thể là Marduk). Hammurabi đưa hai tay lên miệng như một biểu tượng của lời cầu nguyện (khắc ở phần trên của tấm bia bộ luật Hammurabi).

Một trong những triều đại Amorite này đã thành lập tiểu vương quốc Kazallu, bao gồm Babylon - khi đó vẫn là một thị trấn nhỏ, vào khoảng năm 1894 TCN.
Một thủ lĩnh Amorite là Sumu-abum đã chiếm đoạt các vùng lãnh thổ xung quanh Kazallu, bao gồm Babylon. Sumuabum đã thành lập nhà nước tại các tiểu quốc và thành trấn này, tuy nhiên, ông dường như chưa bao giờ xưng là Vua Babylon, cho thấy rằng Babylon vẫn chỉ là một tiểu thành trấn, chưa đủ để xác lập vương quyền.
Trong triều đại của các vị vua tiếp theo cũng không hề có ghi chép nào đề cập đến vương quyền tại Babylon. Sin-Muballit là người đầu tiên trong số những vị vua Amorite này chính thức được công nhận là vua của Babylon, nhưng chỉ được nhắc đến một phiến đất sét duy nhất. Dưới thời các vị vua này, Babylon vẫn là một quốc gia nhỏ và tương đối yếu, bị lu mờ bởi các quốc gia lâu đời và hùng mạnh hơn như Isin, Larsa, Assyria và Elam. Người Elam chiếm giữ những vùng đất rộng lớn ở miền nam Lưỡng Hà, và những vị vua Amorite đầu tiên phần lớn đều thần phục Elam.

#### Đế chế của Hammurabi
Babylon vẫn là một thị trấn nhỏ trong một tiểu quốc cho đến vị vua Amorite thứ sáu, Hammurabi, 1792-1717 TCN (hoặc khoảng năm 1728-1686 TCN theo niên đại ngắn). Ông đã thực hiện những công trình xây dựng lớn ở Babylon, mở rộng nó từ một thị trấn nhỏ thành một thành phố lớn tương xứng với vương triều. Là một nhà cai trị hiệu quả, ông thành lập một bộ máy quan lại, đặt ra thuế và chính quyền trung ương. Hammurabi đã giải phóng Babylon khỏi ách thống trị của Elam, và đánh đuổi người Elam khỏi miền nam Lưỡng Hà. Sau đó, ông đã chinh phục lần lượt toàn bộ miền nam Lưỡng Hà, bao gồm Isin, Larsa, Eshnunna, Kish, Lagash, Nippur, Borsippa, Ur, Uruk, Umma, Adab, Sippar, Rapiqum và Eridu. Các cuộc chinh phạt của ông đã mang lại cho khu vực sự ổn định sau thời kỳ hỗn loạn, và thống nhất các tiểu quốc thành một quốc gia; từ thời của Hammurabi trở đi, miền nam Lưỡng Hà được gọi là Babylonia.
Hammurabi cho quân đội lên phía đông và xâm chiếm khu vực sau này là Iran, chinh phục Elam, Guti, Lullubi và Kassite. Ở phía tây, ông đã chinh phục các vương quốc Amorite của Levant (Syria và Jordan hiện đại) bao gồm các vương quốc hùng mạnh Mari và Yamhad.
Sau đó, Hammurabi bước vào một cuộc chiến kéo dài với Đế quốc Cổ Assyria để giành quyền kiểm soát Lưỡng Hà và bá chủ Cận Đông. Assyria đã bành trướng ra phần lớn các khu vực Hurri và Hatti ở phía đông nam Anatolia từ thế kỷ 21 TCN, và từ phần sau của thế kỷ 20 TCN đã xác lập quyền lực ở phía đông bắc Levant và trung tâm Lưỡng Hà. Sau một cuộc đấu tranh kéo dài trong nhiều thập kỷ với các vị vua Assyria hùng mạnh Shamshi-Adad I và Ishme-Dagan I, Hammurabi đã buộc người kế vị Mut-Ashkur của họ phải thần phục Babylon vào khoảng năm 1751 TCN và nhượng lại các thuộc địa Hatti và Hurri lâu đời của Assyria ở Anatolia.
Một trong những công trình quan trọng và kéo dài nhất của Hammurabi là việc soạn thảo luật lệ cho Babylon, hoàn thiện từ các bộ luật trước đây của Sumer, Akkad và Assyria. Việc này được Hammurabi cho tiến hành sau khi đánh đuổi người Elam. Năm 1901, một bản sao của Bộ luật Hammurabi đã được Jacques de Morgan và Jean-Vincent Scheil phát hiện trên một tấm bia tại Susa ở Elam. Bản sao này hiện đang ở Louvre.
Từ trước năm 3000 TCN cho đến triều đại Hammurabi, trung tâm văn hóa và tôn giáo lớn của miền nam Lưỡng Hà là thành phố cổ Nippur, nơi thờ phụng thần Enlil. Hammurabi đã chuyển vị trí thống trị sang Babylon, biến vị thần bản địa của Babylon là Marduk trở thành thần linh tối cao của miền nam Lưỡng Hà (cùng với Ashur, và ở một mức độ nào đó là Ishtar, vẫn là vị thần thống trị ở Assyria miền bắc Lưỡng Hà). Thành Babylon được coi như một "thành phố linh thiêng", là vùng đất bắt buộc phải giành được đối với bất kỳ người cai trị hợp pháp nào ở miền nam Lưỡng Hà. Hammurabi đã biến một thị trấn nhỏ thành một thành phố lớn, hùng mạnh và có ảnh hưởng trên toàn bộ miền nam Lưỡng Hà.
Babylon dưới thời Amorite cai trị cũng giống như các quốc gia tiền thân, tham gia buôn bán thường xuyên với các thành bang Amorite và Canaan ở phía tây. Các quan chức hoặc quân đội Babylon có khi đi đến Levant và Canaan, còn các thương nhân Amorite hoạt động tự do trên khắp Lưỡng Hà. Các quốc vương của Babylon vẫn liên kết mạnh mẽ với vùng phía tây trong một thời gian. Ammi-Ditana, chắt của Hammurabi, tự xưng là "vua của xứ sở Amorite". Cha và con trai của Ammi-Ditana cũng có tên Amorite: Abi-Eshuh và Ammi-Saduqa.

#### Suy tàn

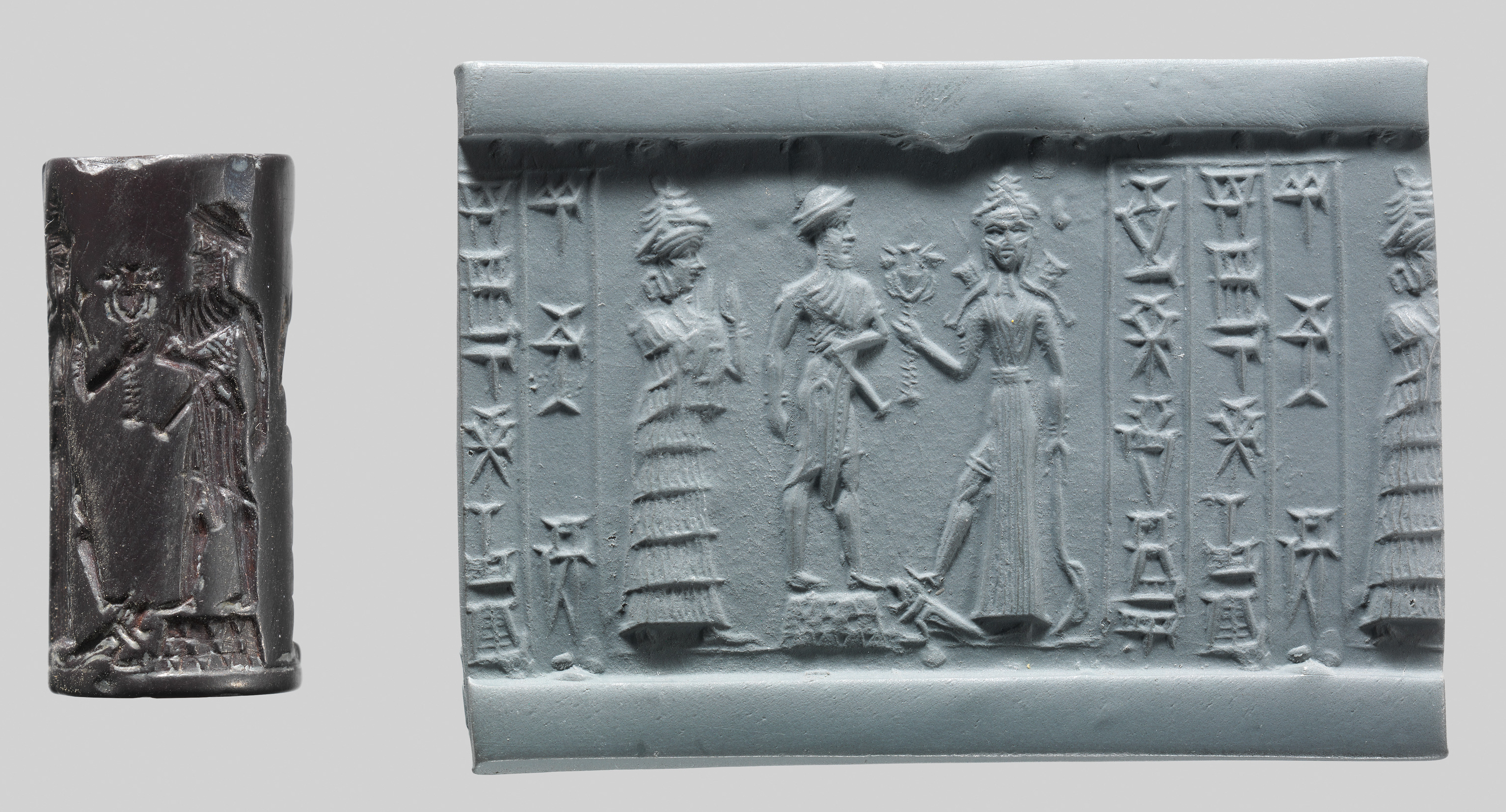
Con dấu hình trụ, k. thế kỷ 17-18 TCN. Babylonia

Miền Nam Lưỡng Hà do khá bằng phẳng, không có địa hình hiểm trở nên liên tục bị các tộc người du mục từ các vùng khác tấn công. Sau cái chết của Hammurabi, đế chế của ông bắt đầu tan rã nhanh chóng. Dưới thời vị vua kế vị là Samsu-iluna (1750 - 1712 TCN), vùng cực Nam đã bị một vị thủ lĩnh người Akkad bản địa có tên gọi là Ilum-ma-ilī đã đánh chiếm và lập nên vương quốc Hải Địa, độc lập với Babylonia trong 272 năm tiếp theo.
Người Babylon và những người cai trị Amorite bị đuổi khỏi Assyria lên phía bắc bởi một tổng trấn Assyria-Akka là Puzur-Sin k. 1740 TCN. Ông tuyên bố vua Mut-Ashkur vừa là người ngoại bang Amorite vừa là tay sai của Babylon. Sau sáu năm nội chiến ở Assyria, một vị vua bản địa tên là Adasi thâu tóm quyền lực k. 1735 TCN, và tiếp tục đánh chiếm các vùng lãnh thổ Babylon và Amorite ở trung tâm Lưỡng Hà, cũng như người kế vị ông là Bel-bani.
Sự thống trị của người Amorite còn lại ở một Babylon bị giảm đi đáng kể, người kế vị của Samshu-iluna, Abi-Eshuh đã cố giành lại lãnh thổ Hải Địa, nhưng thất bại dưới tay vua Damqi-ilishu II. Vào cuối triều đại của ông, Babylonia đã bị thu hẹp trở lại thành một quốc gia nhỏ bé và tương đối yếu nhược như trước đây, tuy thành phố này lớn hơn nhiều so với thị trấn nhỏ trước thời Hammurabi.
Samsu-Ditana là vị vua Amorite cuối cùng của Babylon. Những người Hitti nói tiếng Ấn-Âu gốc Anatolia đã tấn công Babylon vào năm 1595 TCN, lật đổ Samsu-Ditana sau "trận phá thành Babylon" của vua Hitti Mursili I. Người Hitti rút đi, để lại vùng đất cho đồng minh Kassite của họ.

### Triều đại Kassite, 1595-1155 TCN

Phạm vi của Đế quốc Babylon trong triều đại Kassite

Vương triều Kassite được thành lập bởi Gandash của Mari. Đây không phải tộc người bản địa Lưỡng Hà mà từ nơi khác đến dãy núi Zagros ở tây bắc Iran ngày nay. Chưa có nhiều điều được biết về chủng tộc người Kassite. Ngôn ngữ của họ không phải là tiếng Semit hay Ấn-Âu, và được cho là ngôn ngữ cô lập hoặc có thể liên quan đến nhánh ngôn ngữ Hurri-Urarti của Anatolia. Tuy nhiên, một số thủ lĩnh Kassite có thể có những cái tên Ấn-Âu, và họ có thể có một giới quý tộc Ấn-Âu tương tự như giới quý tộc Mitanni cai trị người Hurri ở miền trung và đông Anatolia sau này.
Không rõ chính xác thời điểm Kassite bắt đầu cai trị Babylon. Sau khi người Hitti rút đi, vua Kassite là Agum II (lên ngôi k. 1595 TCN) đã đem quân vào Babylon, và mở rộng lãnh thổ từ Iran cho tới trung Euphrates. Ông kí hòa ước với vua Erishum III của Assyria và tiến hành chiến tranh với Hitti. 24 năm sau khi quân Hittite cướp tượng vàng thần Marduk từ thành Babylon, ông đã lấy lại được bức tượng và tuyên bố đặt thần Marduk tương đương với vị thần tối cao của người Kassite là Shuqamuna.

Người Kassite đổi tên thành Babylon thành "Kar-Duniash", thống trị Babylon trong 576 năm, là triều đại dài nhất trong lịch sử Babylon. Sự đô hộ ngoại bang này tương tự với triều đại của người Hyksos ở Ai Cập cổ đại. Thần tính gắn với các vị vua Amorite bị bãi bỏ, các vị vua Kassite không bao giờ tự xưng là "thần". Tuy nhiên, Babylon vẫn là thủ đô của vương quốc và là "thánh địa" của Tây Á, nơi các tu sĩ tôn giáo cổ Lưỡng Hà có quyền hành tối cao, và là nơi thừa kế chính danh duy nhất còn tồn tại của đế chế Cổ Babylon.

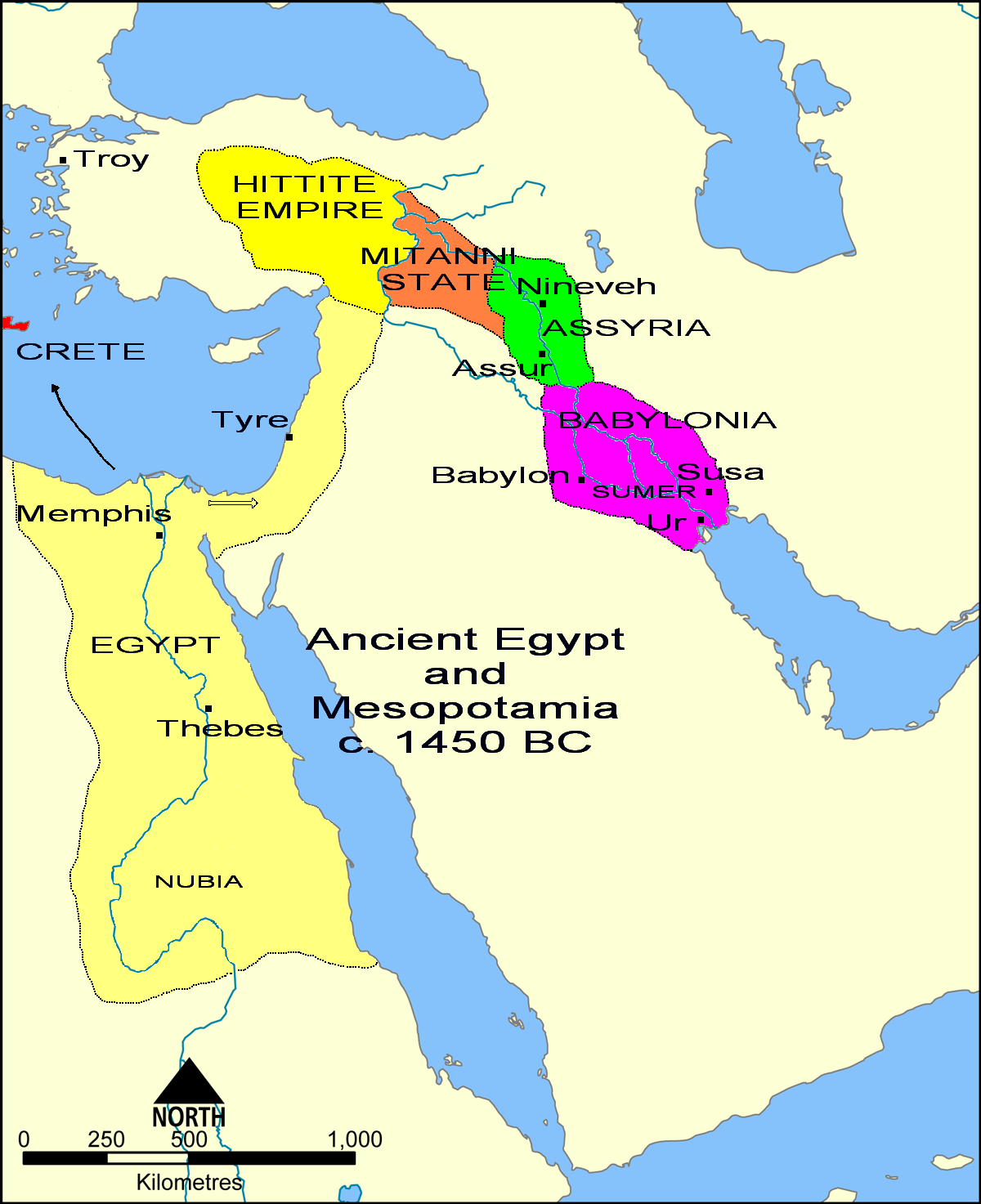
Bản đồ Lưỡng Hà k. 1450 TCN

Babylon dưới thời Kassite có một vài thời kì ngắn tương đối hùng mạnh, tuy nhiên nhìn chung, nó không phải một cường quốc ở Cận Đông, chịu ảnh hưởng và can thiệp của Assyria và Elam. Vương quốc Hải Địa ở miền nam Lưỡng Hà vẫn độc lập với Babylon và thuộc về người Akkad bản địa, tuy vẫn bị người Kassite nhòm ngó. Ulamburiash của Kassite lập quan hệ ngoại giao với Ai Cập cổ đại, lúc đó đang cai trị miền nam Canaan và Assyria ở phía bắc. Karaindash kế vị đã xây dựng một ngôi đền ở Uruk. Ông tăng cường quan hệ ngoại giao với vua Assyria Ashur-bel-nisheshu và Pharaoh Ai Cập Thutmose III, đồng thời bảo vệ biên giới Babylon trước Elam.
Kurigalzu I (1415-1390 TCN) xây dựng thủ đô mới Dur-Kurigalzu được đặt theo tên ông ta và chuyển bộ máy hành chính từ Babylon đến đó. Ông chinh phục các vùng đất phía đông Elam, tấn công Susa thủ đô của Elam, và đặt một vị vua bù nhìn lên ngai vàng Elam, bị Babylon điều khiển. Kurigalzu I duy trì mối quan hệ thân thiện với Assyria, Ai Cập và Hitti trong suốt triều đại của mình.
Các vị vua tiếp theo, Kadashman-Enlil I (1390 - 1375 TCN) và Buriash Burna II (1375 - 1347 TCN) đã tăng cường quan hệ ngoại giao với Ai Cập thông qua liên hôn và trao đổi thương mại. Burna-Buriash II lên ngôi năm 1359 TCN, vẫn giữ quan hệ hữu nghị với Ai Cập, nhưng trước sự trỗi dậy của Đế quốc Trung Assyrian (1365 -1050 TCN), ông kết minh với Assyria thông qua hôn nhân với con gái của vua Ashur-uballit I. Ông cũng duy trì mối quan hệ thân thiện với Suppiluliuma I của Đế quốc Hitti.
Kara-ḫardaš (cháu ngoại của vua Assyria) lên kế vị vào năm 1333 TCN, và bị soán ngôi bởi Nazi-Bugaš. Điều này làm Ashur-uballit I nổi giận và tấn công Babylon, giết Nazi-Bugaš, sáp nhập lãnh thổ Babylon vào Đế quốc Trung Assyria, và đưa Kurigalzu II (1345 -1324 TCN) lên làm vua bù nhìn của Babylon.
Sau khi Arik-den-ili kế vị ngai vàng của Assyria vào năm 1327 TCN, Kurigalzu III tấn công Assyria nhằm giành lại độc lập cho Babylon, nhưng cuối cùng thất bại và mất thêm lãnh thổ cho Assyria. Từ 1307-1232 TCN, những vị vua tiếp theo Nazi-Maruttash, Kadashman-Turgu, Kadashman-Enlil II, Kudur-Enlil và Shagarakti-Shuriash, liên minh với Hitti và Mitanni, (cả hai đều bị mất lãnh thổ vào tay Assyria đang lớn mạnh) để ngăn chặn sự bành trướng của Assyria, tuy nhiên đều không thành công.
Dưới triều đại của Kashtiliash IV (1242-1235 TCN), vua Assyria là Tukulti-Ninurta I (1243-1207 TCN) tấn công và đốt phá Babylon rồi xưng vương. Tuy nhiên, ông lại chính là người Lưỡng Hà bản địa đầu tiên trị vì vùng đất này, vì những vị vua trước đây đều là người Amorite và Kassite ngoại bang. Kashtiliash bị bắt làm tù binh đưa tới Ashur. Một tổng trấn/vua Assyria là Enlil-nadin-shumi được đặt lên ngai vàng với tư cách là Phó vương của Tukulti-Ninurta I, và Kadashman-Harbe II và Adad-shuma-iddina kế vị sau đó tiếp tục thần phục Tukulti-Ninurta I cho đến năm 1216 TCN.
Babylon đã bắt đầu phục hồi trong triều đại của Adad-shuma-usur (1218 - 1189 TCN) Meli-Shipak và II (1188 - 1172 TCN). Chiến tranh tiếp tục dưới thời các vị vua tiếp theo (1171-1155 TCN) cho đến khi vua Elam là Shutruk-Nahhunte chinh phục Babylon và lật đổ triều đại Kassite.

### Thời kỳ đồ sắt sớm - Triều đại bản địa, Triều đại thứ hai của Isin, 1155-1026 TCN
Người Elami không kiểm soát Babylonia được lâu vì chiến tranh với Assyria. Nhân cơ hội đó, Marduk-kabit-ahheshu (1155-1139 TCN) thành lập Vương triều Babylon IV của Isin, trở thành người nói tiếng Akkad bản địa nam Lưỡng Hà đầu tiên trị vì Babylon, và là người Lưỡng Hà bản địa thứ hai sau Tukulti-Ninurta I của Assyria. Triều đại này duy trì trong khoảng 125 năm. Marduk-kabit-ahheshu đánh đuổi thành công người Elam và tiêu diệt các thế lực Kassite còn sót lại, và cũng như các vị vua tiếp theo, thường xuyên chiến tranh với Assyria.
Nebuchadnezzar I (1124-1103 TCN) là nhà vua nổi tiếng nhất của triều đại này, đã chiến đấu và đánh đuổi người Elam khỏi lãnh thổ Babylon, xâm chiếm chính Elam, cướp phá thủ đô Susa của Elam và thu hồi bức tượng Marduk linh thiêng bị cướp đi từ Babylon sau khi Kassite sụp đổ. Ngay sau đó, vua Elam bị ám sát và vương quốc Elam rơi vào nội chiến. Tuy nhiên, Nebuchadnezzar đã thất bại trong việc mở rộng lãnh thổ Babylon, bị Ashur-resh-ishi I (1133-1115 TCN) của Đế quốc Trung Assyrian đánh bại nhiều lần trong quá trình giành quyền kiểm soát các vùng lãnh thổ Hitti cũ ở Aram và Anatolia. Đế chế Hitti ở phía bắc và phía tây Levant và phía đông Anatolia đã bị chiếm đóng phần lớn bởi Đế quốc Trung Assyrian, và vùng trung tâm bị người Phrygia từ Balkan xâm chiếm. Trong những năm cuối triều đại của mình, Nebuchadnezzar I tập trung xây dựng đất nước và bảo vệ biên giới chống lại người Assyria, Elam và Aram.
Ở triều đại các vị vua tiếp theo (1103-1056), Babylon dần để mất lãnh thổ vào tay Assyria.
Năm 1072 TCN, Marduk-shapik-zeri đã ký hòa ước với Ashur-bel-kala (1075-1056 TCN) của Assyria, tuy nhiên người kế vị của ông là Kadašman-Buriaš không giao hảo với Assyria, vì vậy Assyria xâm chiếm Babylon và đặt Adad-apla-iddina lên ngai vàng làm vua chư hầu. Assyria tiếp tục thống trị Babylon cho đến k. 1050 TCN, Đế quốc Trung Assyria rơi vào nội chiến và chiến tranh liên miên với Aram, Phrygia, Tân Hitti và Hurri, nhờ đó Babylonia độc lập trong vài thập kỷ.
Tuy nhiên, Babylon nói tiếng Đông Semit dần bị xâm lấn bởi các dân tộc du mục Tây Semit di cư từ Levant trong thời kỳ sụp đổ của Thời đại đồ đồng. Trong thế kỉ 11, các làng mạc Babylon đã bị chiếm đóng bởi những người di cư Aram và Sutu.

### Thời kỳ hỗn loạn, 1026-911 TCN
Triều đại của Nabu-shum-libur bị những người Aram du mục lật đổ vào năm 1026 TCN, và Babylonia rơi vào tình trạng không có chính quyền trong hơn 20 năm. Tuy nhiên, ở miền nam Lưỡng Hà (khu vực Vương quốc Hải Địa cũ), Triều đại V (1025-1004 TCN) trỗi dậy do Simbar-shipak người Kassite lãnh đạo, tách biệt với Babylon. Ashur-nirari IV (1019-1013 TCN) nhân cơ hội tấn công Babylon vào năm 1018 TCN, chiếm được thành Atlila và một số khu vực phía bắc.
Vương triều Lưỡng Hà phía nam đã được thay thế bằng một vương triều Kassite khác (Triều đại VI; 1003-984 TCN), dường như cũng đã giành được cả Babylon. Elam lật đổ cuộc phục hưng Kassite ngắn ngủi này và thành lập triều đại VII (984-977 TCN). Tuy nhiên, triều đại này cũng sụp đổ khi bị người Aram tàn phá.
Nabû-mukin-apli khôi phục lại vương triều tại Babylon vào năm 977 TCN, bắt đầu triều đại VIII. Triều đại IX bắt đầu với Ninurta-kudurri-usur II, k. 941 TCN. Babylon là một nước yếu, nằm dưới sự kiểm soát của người Aram và Sutu. Các vị vua Babylon thường bị buộc phải thần phục Assyria và Elam.

### Assyria đô hộ, 911-619 TCN
Babylonia vẫn trong tình trạng hỗn loạn vào cuối thế kỷ thứ 10 TCN. Người Chaldea, một tộc người du mục ở Tây Bắc Semit được mô tả trong biên niên sử Assyria là "Kaldu", xuất hiện và định cư ở cực đông nam Babylon vào năm 850 TCN.
Từ năm 911 TCN, Đế chế Tân Assyrian (911-605 BC) thành lập, Babylon lại một lần nữa nằm dưới ách thống trị của Assyria trong ba thế kỷ tiếp theo.
Sau khi Tân Assyria suy yếu, Babylon rơi vào tay Marduk-apla-usur của Chaldea năm 780 TCN. Shalmaneser IV của Assyria tấn công và chiếm lại miền bắc Babylon, bắt ông ta phải kí hòa ước có lợi cho Assyria. Tuy nhiên, Marduk-apla-usur và người Chaldea vẫn giữ được ngai vàng. Suốt thời kì này, Babylon ở trong tình trạng hỗn loạn, với phía bắc bị Assyria chiếm đóng, bị người Chaldea ngoại bang cai trị và tình hình dân cư bất ổn nổi lên khắp vùng đất.
Vua Nabonassar của Babylon đã lật đổ những kẻ tiếm ngôi Chaldea vào năm 748 TCN. Tuy nhiên, Tiglath-Pileser III của Assyria (745-727 TCN) sau khi lên ngôi lại tấn công Babylon và bắt Nabonassar thần phục. Babylon trở thành chư hầu của Assyria trong hai trăm năm cho đến năm 729 TCN, vua Assyria đã quyết định đặt Babylon dưới sự cai trị trực tiếp thay vì là vùng đất phụ thuộc. Trong thời kỳ này, Tiếng Đông Aram được người Assyria đặt làm ngôn ngữ chung của Đế quốc Tân-Assyrian, và tiếng Aram Lưỡng Hà bắt đầu thay thế tiếng Akkad, trở thành ngôn ngữ nói của dân chúng của cả Assyria và Babylon.
Một cuộc nổi dậy chống lại ách thống trị Assyria do thủ lĩnh Chaldea Marduk-apla-iddina II ở cực đông Lưỡng Hà cầm đầu (721-710 BC), được người Elam hậu thuẫn. Marduk-apla-iddina II cuối cùng đã bị đánh bại bởi Sargon II của Assyria và lưu vong ở Elam. Sennacherib (705-681 TCN) đã kế vị Sargon II, và sau khi cai trị trực tiếp một thời gian, ông đưa con trai Ashur-nadin-shumi lên ngai vàng. Nergal-ushezib của Elam giết chết hoàng tử Assyria và soán ngôi. Sennacherib nổi giận, đánh bại Elam và cướp phá Babylon, phá hủy phần lớn thành phố. Sennacherib sau đó bị sát hại bởi chính con trai mình khi cầu nguyện với thần Nisroch ở Nineveh năm 681 TCN. Một vị vua bù nhìn, Marduk-zakir-shumi II, được vua Assyria mới Esarhaddon đặt lên ngai vàng. Tuy nhiên, Marduk-apla-iddina trở về từ Elam, soán ngôi trong một thời gian ngắn trước khi bị Esarhaddon đánh bại và lần nữa lại phải lưu vong ở Elam cho đến khi qua đời.
Esarhaddon (681-669 TCN) trực tiếp cai trị Babylon. Ông xây dựng lại hoàn toàn thành phố, mang lại sự tươi trẻ và hòa bình cho khu vực. Ông chinh phạt Ai Cập, Nubia và Libya và thuần phục các dân tộc Ba Tư, Media, Parthia, Scythia, Cimmeria, Aram, Israel, Phoenicia, Canaan, Urartia, Hy Lạp Pontus, Cilicia, Phrygia, Lydia, Mannea và Ả Rập. Trong 60 năm tiếp theo, Babylon và Chaldea sống hòa bình dưới sự kiểm soát của Assyria. Sau khi chết, nhằm duy trì cân bằng trong đế chế rộng lớn của mình (trải dài từ vùng Kavkaz đến Ai Cập và Nubia và từ đảo Síp đến Iran), ông đưa con trai cả Shamash-shum-ukin làm vua chư hầu ở Babylon và người con út, Ashurbanipal thông thái (669-627 TCN), ở ngôi vị cao hơn là vua của Assyria.
Mặc dù là một người Assyria, Shamash-shum-ukin, sau nhiều thập kỷ khuất phục, đã tuyên bố thành Babylon (chứ không phải thành phố Nineveh của Assyria) là kinh đô của đế quốc và nổi dậy chống lại em trai mình. Ông lãnh đạo liên minh các dân tộc bị Assyria áp bức, bao gồm Elam, Ba Tư, Media, Babylon, Chaldea và Sutu ở miền nam Lưỡng Hà, Aram ở Levant và Tây Nam Lưỡng Hà, Ả Rập và Dilmun ở bán đảo Ả Rập và Canaan-Phoenicia. Sau một cuộc chiến khốc liệt, Babylon bị phá hủy và liên minh bị nghiền nát. Shamash-shum-ukim bị giết, Elam bị hủy diệt hoàn toàn, và các tộc người tham gia nổi loạn bị đàn áp dã man. Một tổng trấn Assyria là Kandalanu được đặt lên ngai vàng cai trị thay mặt cho vua Assyria. Sau khi Ashurbanipal qua đời vào năm 627 TCN, con trai của ông là Ashur-etil-ilani (627-623 TCN) đã trở thành vua của Babylon và Assyria.
Tuy nhiên, Assyria sớm rơi vào một loạt các cuộc nội chiến tàn khốc dẫn đến sự sụp đổ của đế quốc. Ashur-etil-ilani đã bị một trong những tướng lĩnh của mình là Sin-shumu-lishir soán ngôi vào năm 623 TCN. Chỉ một năm sau, Sin-shar-ishkun (622-612 TCN) lật đổ ông ta, trở thành vua của Assyria và Babylonia vào năm 62 TCN. Tuy nhiên, nội chiến nổi lên không ngớt ở vùng trung tâm Assyria. Lợi dụng điều này, Nabopolassar của Chaldea nổi dậy và giành độc lập cho Babylon.
Vào triều đại của Sin-shar-ishkun, đế chế rộng lớn của Assyria bắt đầu tan rã, nhiều nước chư hầu đã ngừng thần phục, đáng kể nhất là người Babylon, Chaldea, Media, Ba Tư, Scythia, Aram và Cimmeria.

### Đế chế Tân Babylon (Thời đại Chaldea 620-539 TCN)

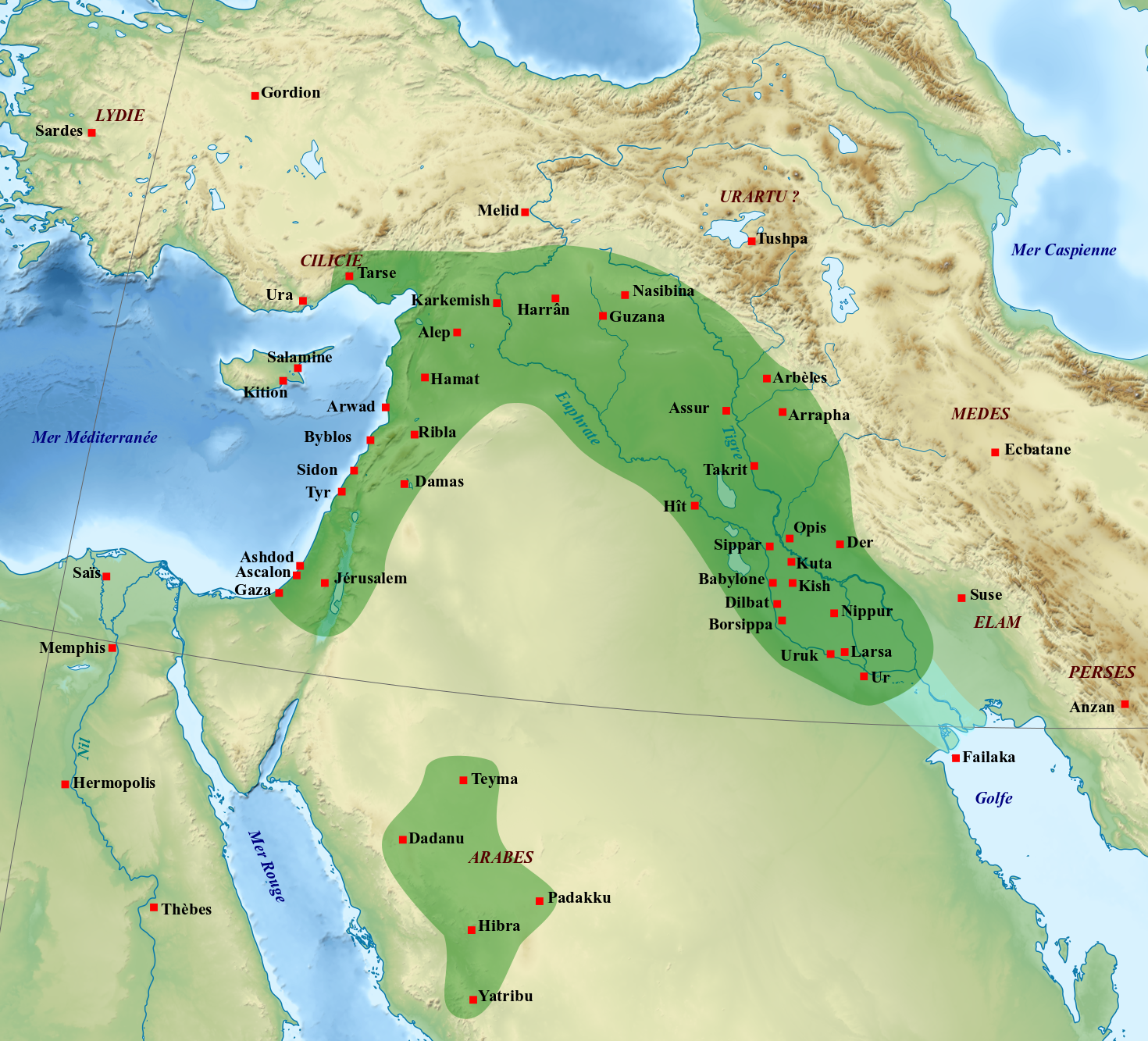
Đế chế Tân Babylon

#### Chiến tranh chống lại Assyria
Vào năm 620 TCN, Nabopolassar đã giành quyền kiểm soát phần lớn Babylon và được dân chúng ủng hộ, ngoại trừ thành Nippur và một số khu vực phía bắc vẫn trung thành với vua Assyria. Nabopolassar dành bốn năm tiếp theo chiến đấu với quân đội Assyria đóng quân tại Babylon. Tuy nhiên, Sin-shar-ishkun của Assyria bị phân tán bởi những cuộc nổi loạn liên tục ở Nineveh nên đã không thể dẹp tan được Nabopolassar.
Vào năm 615 TCN, Nabopolassar liên minh với Cyaxares, chư hầu của Assyria và là vua của các dân tộc Iran; Media, Ba Tư, Sagartia và Parthia. Cyaxares cũng lợi dụng tình trạng hỗn loạn để giải phóng các dân tộc Iran sau ba thế kỷ bị Assyria và Elam cai trị. Những dân tộc bị áp bức khác như người Scythia từ phía bắc của Kavkaz và người Cimmeria từ Biển Đen, và các bộ lạc Aram trong khu vực cũng gia nhập liên minh.
Vào năm 615 TCN, trong khi vua Assyria dồn sức dẹp loạn ở cả Babylonia và Assyria, Cyaxares đã phát động một cuộc tấn công bất ngờ vào trung tâm Assyria, cướp phá các thành phố Kalhu (Calah, Nimrud trong Kinh thánh) và Arrapkha (Kirkuk hiện đại). Nabopolassar vẫn bị vây ở miền nam Lưỡng Hà nên không tham dự chiến dịch này.
Từ lúc đó, liên minh của người Babylon, Chaldea, Meia, Ba Tư, Scythia, Cimmeria và Sagartia đã đồng loạt nổi dậy chống lại Assyria. Các thành phố lớn của Assyria như Ashur, Arbela (Irbil hiện đại), Guzana, Dur Sharrukin (Khorsabad hiện đại), Imgur-Enlil, Nibarti-Ashur, Gasur, Kanesh, Kar Ashurnasipal và Tushhan đã rơi vào tay liên quân vào năm 614 TCN. Sin-shar-ishkun đã đảo ngược tình thế vào năm 613 TCN, thành công đẩy lùi quân nổi loạn. Tuy nhiên, liên quân quay lại tấn công đa phương diện vào năm tiếp theo, và sau năm năm chiến đấu ác liệt, Nineveh bị công phá vào cuối năm 612 TCN sau một cuộc bao vây kéo dài. Sin-shar-ishkun bị giết khi thủ thành.
Chiến loạn vẫn tiếp tục ở Nineveh. Một tướng lĩnh trong hoàng tộc Assyria là Ashur-uballit II lên ngôi (612-605 TCN). Theo Biên niên sử Babylon, ông được liên quân khuyên hàng và chấp nhận xưng thần, nhưng ông từ chối và tìm cách rút khỏi Nineveh để đến thành phố phía Bắc Assyria Harran ở Thượng Lưỡng Hà và thành lập kinh đô mới. Cuộc chiến vẫn tiếp diễn cho đến năm 607 TCN, Ashur-uballit II bị Media, Babylon, Scythia và đồng minh đánh bật khỏi Harran. Số phận của ông sau đó vẫn chưa rõ.
Pharaoh Necho II của Ai Cập, triều đại chư hầu do Assyria lập nên năm 671 TCN, trợ giúp Assyria vì lo sợ Ai Cập sẽ bị các thế lực mới thôn tính nếu Assyria không còn nữa. Người Assyria có Ai Cập trợ giúp cho đến thất bại quyết định tại Carestoish ở tây bắc Assyria năm 605 TCN. Vị trí đế quốc được chuyển giao cho Babylon lần đầu tiên kể từ thời Hammurabi hơn một ngàn năm trước.

#### Thời kỳ hoàng kim
Nebuchadnezzar II lên kế vị (605-562 TCN) và trị vì trong 43 năm, đưa Babylon một lần nữa trở thành bá chủ của phần lớn thế giới văn minh, tiếp quản các phần của Đế quốc Assyria cũ, với phần phía đông và đông bắc là Media và phía cực bắc là Scythia. Nebuchadnezzar II phải đối mặt với tàn dư Assyria và các mối đe dọa mới là người Scythia và người Cimmeria, vốn là các đồng minh cũ dưới thời Nabopolassar. Nebuchadnezzar II đem quân lên Anatolia và đánh tan các thế lực này, chấm dứt mối đe dọa ở phía Bắc.

Người Ai Cập cố gắng trụ lại Cận Đông, có thể là để khôi phục Assyria làm vùng đệm an toàn chống lại Babylon, Media và Ba Tư, hoặc để tạo ra một đế chế mới của riêng họ. Nebuchadnezzar II tấn công người Ai Cập và đẩy họ trở lại Sinai. Tuy nhiên, ông không thể khuất phục được Ai Cập như Assyria đã làm, chủ yếu là do một loạt các cuộc nổi loạn từ Israel của Judah và cổ vương quốc Ephraim, Phoenicia của Caanan và Aram của Levant. Babylon đã nghiền nát những cuộc nổi loạn này, phế truất Jehoiakim của Judah và áp giải một phần lớn dân số về Babylonia. Các thành phố như Tyre, Sidon và Damascus cũng bị thu phục. Người Ả Rập và các dân tộc Nam Ả Rập khác cư ngụ trong các sa mạc ở phía nam biên giới Lưỡng Hà sau đó cũng bị khuất phục. 

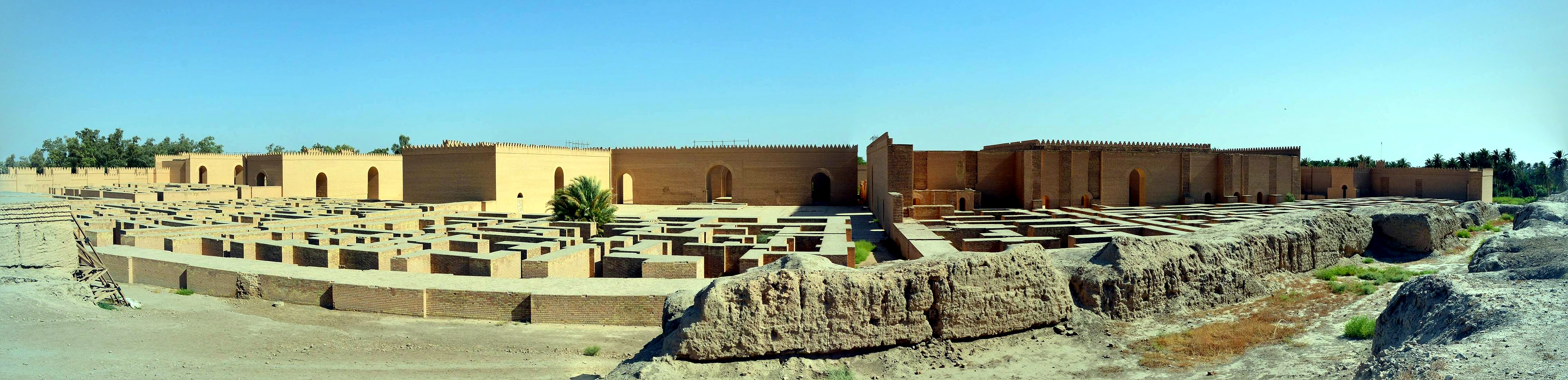
Toàn cảnh Cung điện phía Nam của Nebuchadnezzar II được phục dựng, thế kỷ thứ 6 TCN, Babylon, Iraq

Vào năm 567 TCN, Nebuchadnezzar II gây chiến với Pharaoh Amasis và xâm lược Ai Cập trong một thời gian ngắn. Sau khi đế chế được bảo đảm, bao gồm việc kết hôn với một công chúa Media, ông dành hết tâm huyết để phát triển Babylon và thực hiện nhiều dự án xây dựng ấn tượng. Ông được cho là người xây dựng Vườn treo Babylon huyền thoại.
Amel-Marduk kế vị và chỉ ở ngôi hai năm. Có ít ghi chép đương thời về triều đại của ông, mặc dù Berosus sau này cho rằng ông bị người kế nhiệm Neriglissar phế truất và sát hại vào năm 560 TCN vì "những hành vi sai trái". Neriglissar (560-556 TCN) cũng có một triều đại ngắn ngủi. Ông là con rể của Nebuchadnezzar II, không rõ là người Chaldea hay người Babylon bản địa. Ông tấn công Aram và Phoenicia, thành công duy trì sự thống trị của Babylon ở những vùng này. Tuy nhiên, Neriglissar chết sớm. Con trai là Labashi-Marduk (556 TCN), vẫn còn là một cậu bé, kế vị và bị giết trong cùng năm bởi Nabodius.

#### Ba Tư xâm lược
Vị vua Babylon cuối cùng, Nabonidus (Nabu-na'id, 556-539 TCN), là con trai của nữ tư tế người Assyria Adda-Guppi, xuất thân từ Harran (Kharranu), kinh đô cuối cùng của Assyria. Thông tin liên quan đến Nabonidus có nguồn gốc chủ yếu từ một phiến đất sét có ghi niên hiệu của Nabonidus, và dòng chữ khắc ghi công ông xây dựng lại ngôi đền của Thần mặt trăng Sin tại Harran; cũng như trong tuyên cáo của Cyrus được ban hành ngay sau khi ông chiếm được Babylonia.
Nhiều yếu tố phát sinh dẫn đến sự sụp đổ của Babylon. Dân chúng Babylonia trở nên bất mãn với Nabonidus do ông quy tập toàn bộ hoạt động thờ phụng đa thần về đền thờ chính Marduk ở Babylon, dẫn đến bỏ bê giới tăng lữ địa phương. Ông cũng không được lòng quân đội do sở thích nghiên cứu khảo cổ của mình. Nabonidus có vẻ đã để cho con trai Belshazzar (một vị tướng có khả năng nhưng kém về ngoại giao, không được lòng giới tinh hoa chính trị) nhiếp chính, còn mình thì mải khai quật ghi chép lưu trữ của các đền thờ và xác định ngày tháng xây dựng. Ông cũng dành nhiều thời gian bên ngoài Babylon, xây dựng lại các ngôi đền ở thành phố Harran của Assyria, hoặc ở tại các vùng chư hầu Ả Rập trong các sa mạc ở phía nam Lưỡng Hà. Nguồn gốc Assyria của Nabonidus và Belshazzar cũng có thể khiến cho sự phẫn nộ gia tăng. Ngoài ra, các thế lực quân đội tại Lưỡng Hà thường tập trung ở các vùng Assyria cũ, nhưng không còn Assyria kiềm chế, khiến cho Babylonia ở vào thế không được phòng thủ và dễ bị xâm chiếm hơn so với phía bắc.
Vào năm thứ sáu triều Nabonidus (549 TCN), Cyrus Đại đế, "vua của Anshan" người Achaemenid Ba Tư ở Elam, đã nổi dậy chống lại ách thống trị của Astyages, "vua của Manda" hoặc Media, tại Ecbatana. Quân đội của Astyages ngả theo phe Cyrus. Đế chế Media sụp đổ và người Ba Tư thành bá chủ của các dân tộc Iran. Ba năm sau, Cyrus trở thành vua của Ba Tư và dập tắt cuộc nổi dậy của người Assyria. Trong khi đó, Nabonidus đã lập doanh trại ở sa mạc thuộc địa Ả Rập của mình, gần biên giới phía nam vương quốc, để lại con trai Belshazzar (Belsharutsur) chỉ huy quân đội.
Năm 539 TCN, Cyrus xâm chiếm Babylonia. Vào tháng 6, Opis bị chiếm; ngay sau đó Sippar đầu hàng. Nabonidus chạy về Babylon, và bị Gobryas bắt giữ. Vào ngày 16 lịch Tammuz, hai ngày sau khi Sippar đầu hàng, "binh sĩ của Cyrus vào Babylon mà không gặp phải sự kháng cự nào." Cho đến tận ngày 3 của Marchesvan (tháng Mười) Cyrus mới đến, trong thời gian đó Gobryas thay mặt cho ông và được phong làm tổng trấn của tỉnh Babylon. Vài ngày sau đó Belshazzar tử trận. Tang lễ được tổ chức kéo dài 6 ngày, con trai của Cyrus là Cambyses đi cùng lễ rước thi hài nhập táng. Một trong những đạo luật đầu tiên của Cyrus là cho phép những người lưu vong Do Thái trở về nhà. Qua đó Cyrus thể hiện mình chính thức sở hữu ngai vàng Babylon. Cyrus tuyên bố là người thừa kế hợp pháp của các vị vua Babylon cổ đại và là kẻ báo thù cho thần Marduk, người đã rất phẫn nộ trước sự bất kính của Nabonidus khi đem các tượng thần địa phương khỏi đền thờ gốc của họ tới thủ đô Babylon.
Tộc Chaldea đã mất quyền kiểm soát Babylonia trong nhiều thập kỷ trước khi kết thúc thời đại mang tên họ, và họ dường như đã hòa nhập với thường dân Babylonia từ trước đó (ví dụ, Nabopolassar, Nebuchadnezzar II và những người kế vị đều tự xưng là Shar Akkad chứ không phải là Shar Kaldu trên các dòng chữ khắc). Trong Đế chế Achaemenid của Ba Tư, thuật ngữ Chaldea đã không còn dùng để chỉ một chủng tộc người, mà thay vào đó là đẳng cấp tu sĩ có học vấn về Babylon cổ điển, cụ thể là Thiên văn học và Chiêm tinh. Vào giữa thời Đế chế Seleucid (312-150 TCN), thuật ngữ này cũng đã không còn được sử dụng.

### Babylon thời Ba Tư (539-637 TCN)

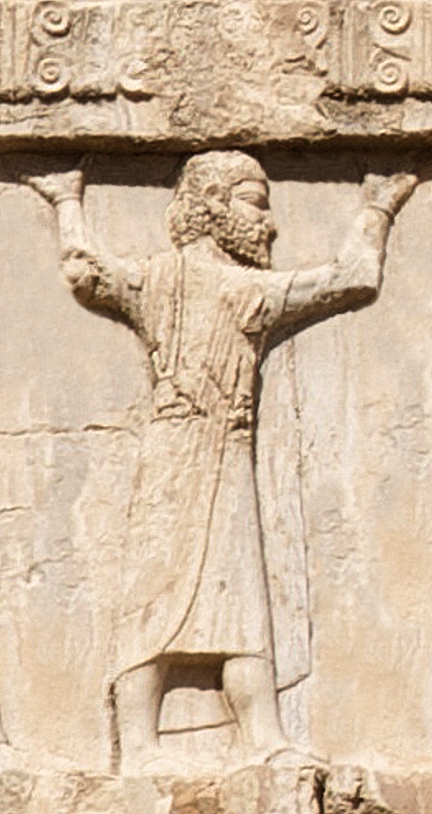
Binh sĩ Babylon trong quân đội Achaemenid, k. 480 TCN. Phù điêu lăng Xerxes I.

Babylonia bị sáp nhập vào Đế chế Achaemenes vào năm 539 TCN.
Một năm trước khi chết, vào năm 529 TCN, Cyrus phong con trai mình là Cambyses II làm vua Babylon, còn ông giữ danh hiệu đầy đủ hơn là "vua của các tỉnh (khác)" của đế chế. Chỉ cho đến khi Darius I lên ngôi và đặt Hỏa giáo làm quốc giáo, thì truyền thống coi ngai vàng Babylon là điều kiện bắt buộc để trị vì chính danh ở Tây Á mới ngừng được thừa nhận.
Sau khi Darius giành được Ba Tư, Babylon đã nhanh chóng giành độc lập về tay người bản địa. Nidinta-Bel, lấy tên là Nebuchadnezzar III, trị vì từ tháng 10 năm 522 TCN cho đến tháng 8 năm 520 TCN, Daris chiếm lại thành phố. Assyria ở phía bắc cũng nổi loạn. Vài năm sau, có lẽ là 514 TCN, Babylon lại nổi dậy dưới thời vua Armenia Nebuchadnezzar IV; lần này sau khi bị người Ba Tư đánh hạ, các bức tường thành đã bị phá hủy một phần. Tuy nhiên, ngôi đền lớn Esagila vẫn được tu sửa và là một trung tâm tôn giáo của người Babylon.
Alexander Đại đế chinh phục Babylon vào năm 333 TCN cho người Hy Lạp, và qua đời ở đây vào năm 323 TCN. Babylonia và Assyria sau đó trở thành một phần của Đế chế Seleucid của Hy Lạp. Lâu nay nhiều người tin rằng một phần dân số chuyển đến Seleucia, thủ đô mới của nam Lưỡng Hà, và những tàn tích của Babylon cũ bị khai thác đá để xây dựng chính quyền mới, nhưng ấn phẩm gần đây của Biên niên sử Babylon đã chỉ ra rằng cuộc sống thành thị tại đây vẫn như cũ cho đến thời Đế chế Parthia (150-226 CN). Vua Mithridates của Parthia đã chinh phục và sáp nhập vùng này vào Đế quốc Parthia vào năm 150 TCN. Khu vực này trở thành một chiến trường giữa người Hy Lạp và Parthia.
Có một thời gian ngắn khu vực bị La Mã chinh phạt (tỉnh Assyria và Lưỡng Hà thuộc La Mã; 116-118 CN) dưới thời Trajan, sau đó người Parthia giành lại quyền kiểm soát.
Satrap Babylon được sáp nhập vào vùng Asōristān (có nghĩa là xứ Assyria trong tiếng Ba Tư) thuộc Đế quốc Sasanian vào năm 226 CN, và đến thời điểm này, Kitô giáo Đông Syria (khởi nguồn ở Assyria và Thượng Lưỡng Hà) đã trở thành tôn giáo chính trong cộng đồng người Assyria-Babylon bản địa. Nhóm người này chưa bao giờ dung nhập Hỏa giáo hay tôn giáo Hy Lạp và ngôn ngữ của những kẻ cai trị.
Ngoại trừ các thành bang Tân Assyria nhỏ độc lập từ thế kỷ 2 TCN đến thế kỉ 3 CN: Adiabene, Osroene, Assur, Beth Garmai, Beth Nuhadra và Hatra ở phía bắc, Lưỡng Hà bị Ba Tư đô hộ cho đến cuộc xâm lược Ba Tư của người Hồi giáo Ả Rập trong thế kỷ 7 CN. Asōristān bị giải thể năm 637 CN; dân cư nói tiếng Đông Aram và phần lớn theo Kitô giáo ở miền Nam và Trung Lưỡng Hà (với ngoại lệ Mandea) dần dần bị Ả Rập hóa và Hồi giáo hóa; ngược lại, vùng Bắc Lưỡng Hà vẫn duy trì truyền thống Assyria cho đến tận ngày nay.

## Văn hóa
Văn hóa Lưỡng Hà thời đại đồ đồng đến thời đồ sắt sớm thường được gọi là văn hóa "Assyria-Babylonia", vì mối liên hệ chặt chẽ về dân tộc, ngôn ngữ và văn hóa của hai trung tâm chính trị. Thuật ngữ "Babylonia", đặc biệt là trong các tác phẩm từ khoảng đầu thế kỷ 20, trước đây cũng được sử dụng để bao gồm lịch sử tiền Babylon của Nam Lưỡng Hà chứ không chỉ mình thành bang Babylon sau này. Cách sử dụng địa lý của cái tên "Babylonia" nói chung đã được thay thế bằng thuật ngữ chính xác hơn là Sumer hoặc Sumer-Akkad trong các nghiên cứu gần đây khi đề cập đến nền văn minh Lưỡng Hà tiền Assyria-Babylonia.

### Tôn giáo

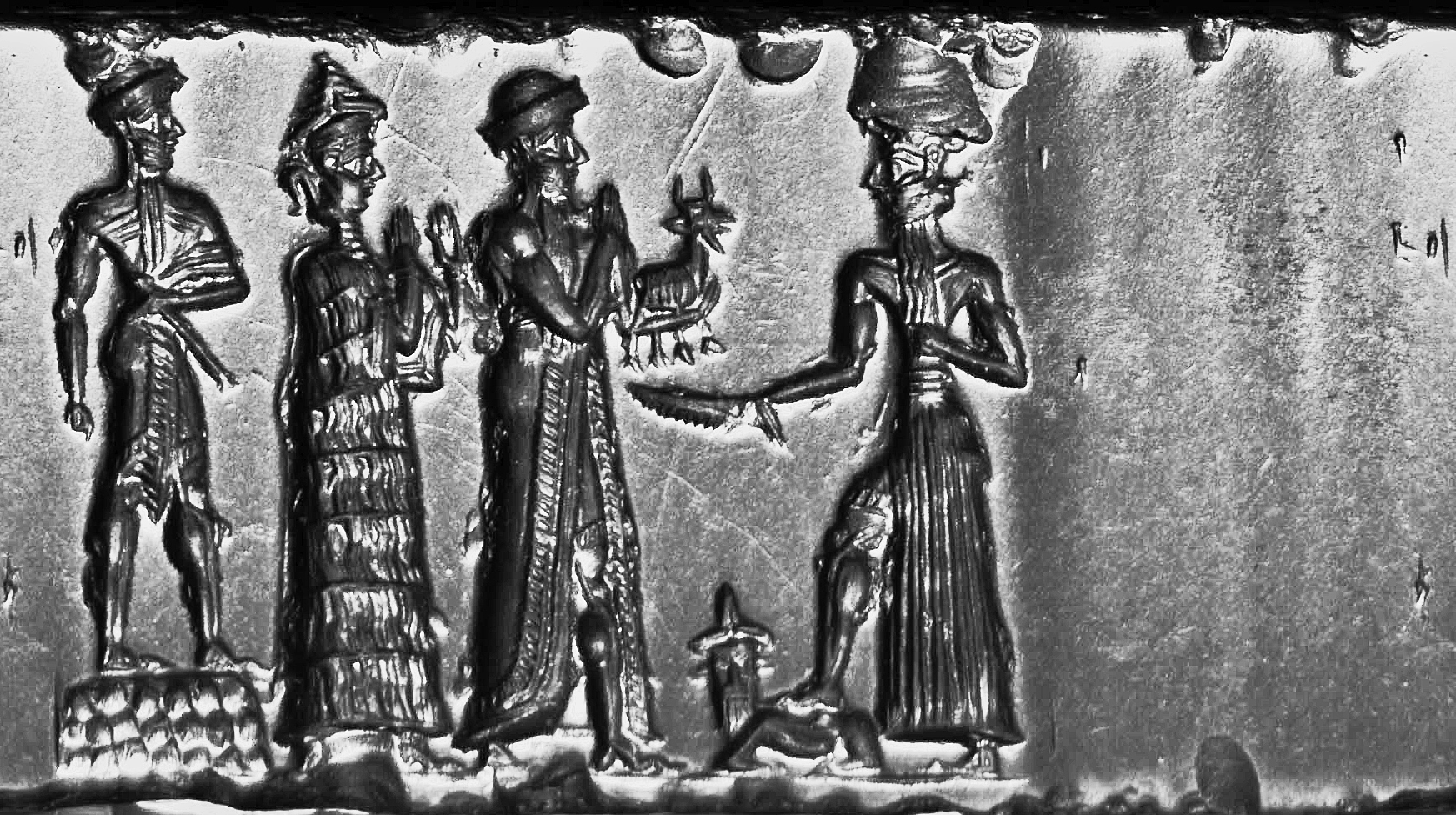
Con dấu hình trụ Babylon cổ làm từ hematit, cảnh Nhà vua hiến tế súc vật dâng lên Shamash.

Thần thoại Babylon bị ảnh hưởng rất lớn từ thần thoại Sumer, được ghi chép trên các phiến đất sét bằng chữ hình nêm có nguồn gốc từ chữ hình nêm Sumer. Các huyền thoại thường được viết bằng tiếng Sumer hoặc Akkad, dưới dạng các văn bản Sumer được phiên âm (đáng chú ý nhất là phiên bản Babylon của Sử thi Gilgamesh) hoặc dưới dạng văn học thần thoại Babylon ảnh hưởng bởi Sumer và Akkad (đáng chú ý nhất là Enûma Eliš) với tên của một số vị thần được thay đổi.
Một số các huyền thoại Cận Đông cổ đại được cho là dựa trên, chịu ảnh hưởng hoặc lấy cảm hứng từ câu chuyện trong Kinh Thánh.

### Nghệ thuật và kiến trúc

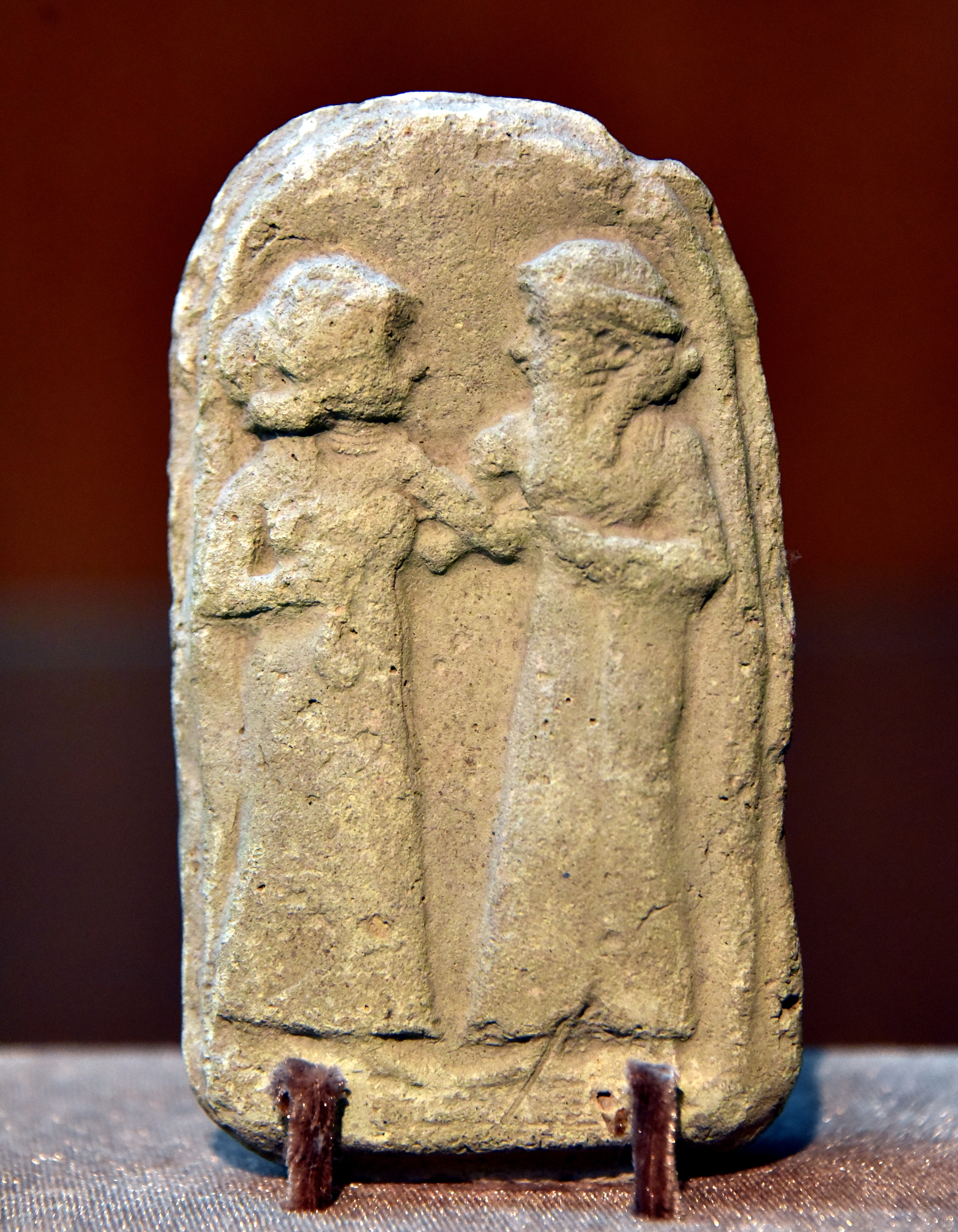
Hình nam và nữ, Cổ Babylon, phù điêu đất sét nung, Nam Lưỡng Hà, Iraq

Ở Babylonia rất giàu đất sét nhưng không có nhiều đá, dẫn đến việc hầu như mọi thứ đều sử dụng vật liệu gạch bùn; các đền thờ Babylon, Sumer và Assyria là những công trình kiến trúc khổng lồ bằng gạch thô được nâng đỡ bằng trụ, có cống thoát nước mưa. Ở Ur còn lại một cống thoát nước như vậy làm bằng chì. Việc sử dụng gạch đã dẫn đến sự phát triển các dạng đầu tiên của cột và cột bổ tường, cùng với bích họa và gạch men. Các bức tường được tô màu rực rỡ, đôi khi được dát kẽm hoặc vàng, hoặc ốp gạch men. Chụp ngọn đuốc bằng đất nung sơn màu cũng được làm từ khuôn thạch cao. Ở Babylon, thay cho phù điêu, người ta thường sử dụng tượng người ba chiều. Sự thiếu hụt về đá ở Babylon đã khiến cho đá cuội trở thành vật liệu quý giá, dẫn đến sự ra đời của nghệ thuật cắt đá có kĩ thuật hoàn hảo cao độ.

### Văn học
Hầu hết các thị trấn và đền thờ đều có thư viện. Có một câu ngạn ngữ cổ của người Sumer rằng "Một kinh sư ưu tú thường dậy từ lúc bình minh". Phụ nữ cũng như đàn ông đều được học đọc và viết, và trong thời kỳ Semit, việc này yêu cầu cả kiến thức về ngôn ngữ Sumer đã tuyệt chủng, với hệ thống âm tiết phức tạp và sâu rộng.
Một lượng đáng kể văn học Babylon là tác phẩm dịch từ bản gốc Sumer, tôn giáo và luật pháp tiếp tục được viết bằng tiếng Sumer. Từ vựng, ngữ pháp và bản dịch song ngữ được biên soạn để cho học trò sử dụng, cũng như các bài bình luận về các văn bản cũ và giải thích các từ và cụm từ tối nghĩa. Người ta sắp xếp và đặt tên tất cả chữ cái kí âm, cũng như soạn thảo chúng thành các danh sách công phu.
Có rất nhiều tác phẩm văn học Babylon đã được biết đến ngày nay. Nổi tiếng nhất trong số đó là Sử thi Gilgamesh nằm trong mười hai phiến đất sét, được biên soạn từ các văn bản tiếng Sumer bởi Sin-liqi-unsinni. Sử thi nói về những cuộc phiêu lưu của Gilgamesh, vị vua bán lịch sử/thần thoại của Uruk, có thể được tổng hợp từ nhiều nguồn cổ xưa và các câu chuyện khác nhau.

### Thiên văn học
Các phiến đất sét có niên đại từ thời Babylon cổ ghi lại việc ứng dụng toán học vào tính toán sự biến thiên độ dài của ngày trong một năm mặt trời. Hàng thế kỷ quan sát của người Babylon về các hiện tượng thiên thể được ghi lại trong các bảng chữ chữ hình nêm được gọi là 'Enūma Anu Enlil'. Văn bản thiên văn quan trọng lâu đời nhất cho đến nay là Phiến 63 của 'Enūma Anu Enlil', phiến Venus của Ammi-Saduqa, liệt kê những lần mọc đầu và cuối của Sao Kim trong khoảng 21 năm và là bằng chứng sớm nhất của việc nhận biết chu kì của một hành tinh. Thước trắc tinh hình chữ nhật cổ nhất có từ thời Babylon k. 1100 TCN, goi là MUL. APIN, chứa các danh mục sao và chòm sao cũng như các sơ đồ dự đoán mọc lúc rạng đông và đặc điểm của các hành tinh, độ dài của ban ngày được đo bằng đồng hồ nước, gnomon, bóng và nhuận. Văn bản GU của Babylon sắp xếp các ngôi sao thành "chuỗi" nằm dọc các vòng xích vĩ để đo xích kinh độ hoặc khoảng thời gian, và cũng bao gồm cả các ngôi sao nằm ở thiên đỉnh, phân tách bằng các khác biệt về xích kinh độ.
Cung hoàng đạo là một phát minh của người Babylon thời cổ đại. Có nhiêu văn bản chữ hình nêm ghi chép về các quan sát nhật thực gốc của người Lưỡng Hà.
Đến thời Tân Babylon, trong số các ngành khoa học, thiên văn học và chiêm tinh học vẫn chiếm một vị trí danh giá trong xã hội. Thiên văn học Babylon là nền tảng cho thiên văn học Hy Lạp cổ đại, thiên văn học cổ điển Ấn Độ, Sasan, Byzantine và Syria, thiên văn học Hồi giáo thời trung cổ, và thiên văn học ở Trung Á và Tây Âu. Do đó, thiên văn học Tân Babylon có thể được coi là tiền thân trực tiếp của phần lớn toán học và thiên văn học Hy Lạp cổ đại, đến lượt nó lại là tiền thân lịch sử của cuộc cách mạng khoa học châu Âu (phương Tây).
Trong thế kỷ thứ 8 và 7 TCN, các nhà thiên văn học Babylon đã phát triển một hướng tiếp cận mới đối với thiên văn học. Họ bắt đầu nghiên cứu triết học về bản chất lý tưởng của vũ trụ sơ khai và sử dụng logic nội tại trong hệ thống hành tinh dự đoán của họ. Đây là một đóng góp quan trọng cho thiên văn học và triết học khoa học, một số học giả đã gọi phương pháp mới này là cuộc cách mạng khoa học đầu tiên. Cách tiếp cận mới này đối với thiên văn học đã được đón nhận và phát triển hơn nữa trong thiên văn học Hy Lạp cổ điển và Hy Lạp hóa.
Đến thời Seleukos và Parthia, các ghi chép thiên văn có tính khoa học toàn diện. Sự phát triển phương pháp dự đoán chuyển động của các hành tinh của người Babylon được coi là một giai đoạn quan trọng trong lịch sử thiên văn học.
Nhà thiên văn học Babylon duy nhất được biết đến là người ủng hộ mô hình nhật tâm là Seleukos của Seleucia (sinh 190 TCN), được nhắc đến trong các tác phẩm của Plutarch. Ông cho rằng Trái đất quay quanh trục của chính nó, và quay quanh Mặt trời. Theo Plutarch, Seleukos thậm chí đã chứng minh hệ thống nhật tâm, nhưng không rõ ông đã sử dụng những luận cứ nào.

### Y học

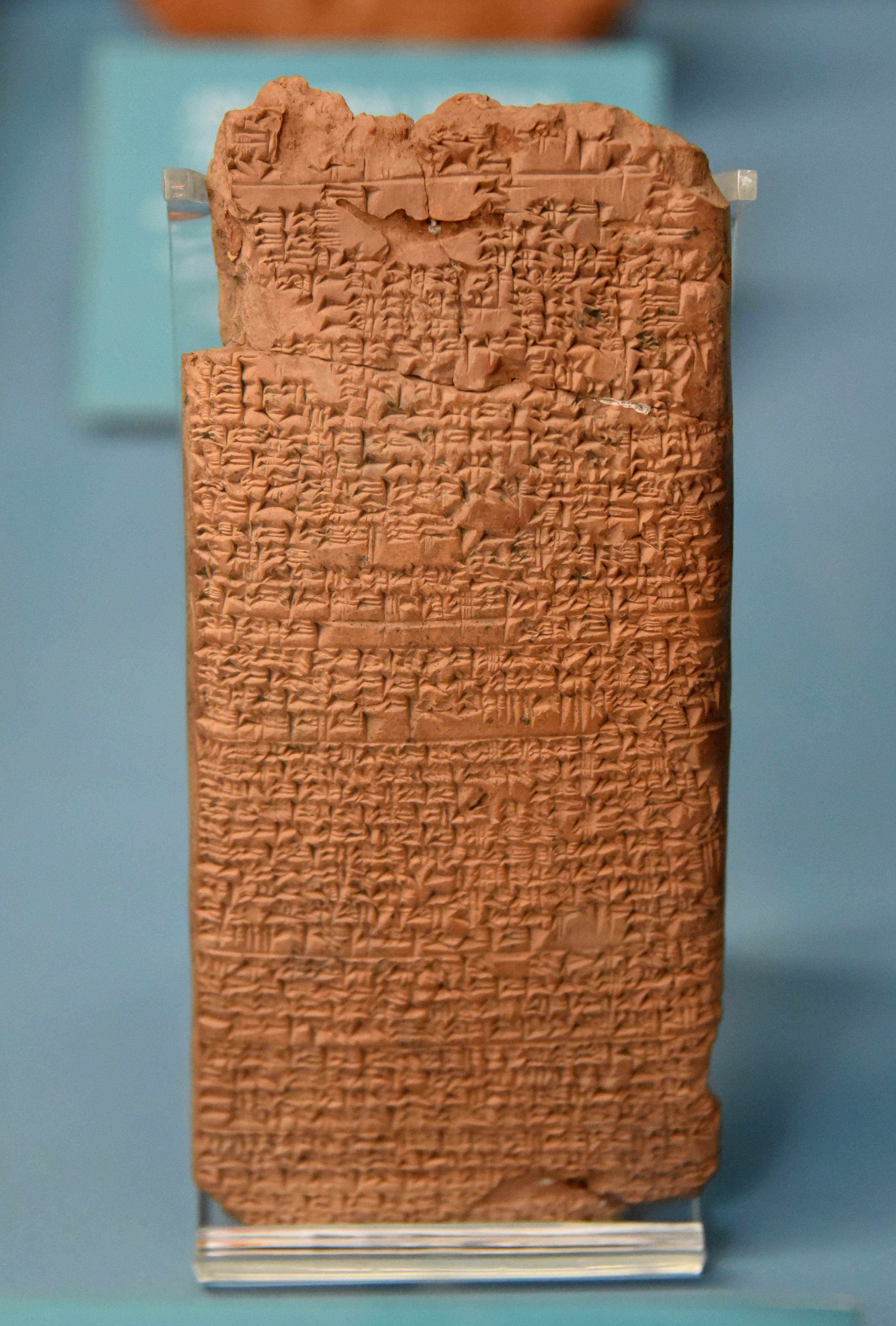
Đơn thuốc liên quan đến ngộ độc. Phiến đất nung, từ Nippur, Iraq, thế kỷ 18 TCN. Bảo tàng cổ đại phương Đông, Istanbul.

Các văn bản lâu đời nhất của Babylon (bằng tiếng Akkad) về y học bắt nguồn từ triều đại Babylon đầu tiên trong nửa đầu thiên niên kỷ thứ 2 TCN mặc dù các đơn thuốc sớm nhất xuất hiện ở Sumer trong triều đại thứ ba của Ur. Tuy nhiên, văn bản y học Babylon chi tiết nhất là Cẩm nang Chẩn đoán được viết bởi một ummânū, hay Đại học giả, Esagil-kin-apli của Borsippa, dưới triều đại của Adad-apla-iddina (1069).
Cẩm nang Chẩn đoán đã giới thiệu các phương pháp trị liệu và bệnh lí, sử dụng phương pháp kinh nghiệm, logic và lý tính trong chẩn đoán, tiên lượng và điều trị. Văn bản chứa một danh sách các triệu chứng y khoa và quan sát chi tiết theo kinh nghiệm, cùng với các quy tắc logic kết hợp các triệu chứng quan sát được trên cơ thể bệnh nhân với chẩn đoán và tiên lượng.
Cùng với y học Ai Cập cổ đại cũng thời, người Babylon đã đưa ra các khái niệm chẩn đoán, tiên lượng, thực khám và kê đơn thuốc. Các triệu chứng và bệnh được điều trị thông qua các phương pháp trị liệu như băng bó, bôi thuốc mỡ và uống thuốc. Nếu một bệnh nhân không thể được chữa khỏi về mặt thể chất, các y sĩ Babylon thường tiến hành trừ tà để thanh tẩy bệnh nhân khỏi nguyền rủa. Y học Babylon thời kì sau cũng tương tự với y học Hy Lạp thời kỳ đầu ở nhiều mặt. Đặc biệt, các chuyên luận đầu tiên của Hippocrates thể hiện ảnh hưởng của y học Babylon về cả nội dung và hình thức.

### Toán học
Babylonia dùng hệ thống số đếm lục thập phân. Đây là nguồn gốc của cách sử dụng 60 giây một phút, 60 phút một giờ và 360 độ (60 × 6) một vòng tròn thời hiện đại. Người Babylon biết xác định căn bậc hai của hai chính xác đến bảy chữ số,biết về định lý Pythagore từ trước Pythagoras (trên một phiến đất sét c. 1900 TCN)
Các ner 600 và sar 3600 được hình thành từ các đơn vị 60, tương ứng với một độ của đường xích đạo. Họ cũng có kiến thức cơ học để sử dụng đồng hồ mặt trời, đồng hồ nước, đòn bẩy và ròng rọc. Một ống kính pha lê làm từ máy tiện đã được Austen Henry Layard phát hiện tại Nimrud cùng với những chiếc bình thủy tinh mang tên Sargon; ống kính này có thể được dùng trong việc quan sát bầu trời.
Người Babylon có thể đã quen thuộc với các quy tắc đo diện tích. Họ tính chu vi đường tròn bằng ba lần đường kính và diện tích bằng một phần mười hai bình phương của chu vi, điều này là đúng trong trường hợp lấy π bằng 3. Thể tích của một hình trụ là tích của đáy và chiều cao, tuy nhiên, thể tích của sự hình nón hoặc hình chóp vuông được tính không chính xác bằng chiều cao nhân với một nửa diện tích đáy. Ngoài ra, có một phát hiện gần đây tìm được một phiến đấy sét sử dụng số π bằng 3 và 1/8.
Người Babylon cũng có đơn vị dặm Babylon, tương đương với 11 km ngày nay. Đơn vị khoảng cách này cuối cùng được chuyển đổi thành đơn vị dặm thời gian, sử dụng để đo thời gian theo hành trình của Mặt trời. Người Babylon cũng sử dụng biểu đồ không gian thời gian để tính vận tốc của Sao Mộc. Đây là một ý tưởng được coi là hiện đại, bắt nguồn từ Anh và Pháp thế kỷ 14 và dùng trong phép tính tích phân.

### Triết học
Nguồn gốc của triết học Babylon có thể bắt nguồn từ văn học hiền triết Lưỡng Hà thời kỳ đầu, thể hiện những triết lý nhất định của cuộc sống, đặc biệt là đạo đức, trong các hình thức biện chứng, đối thoại, thơ sử thi, dân ca, thánh ca, bài hát, văn xuôi, tục ngữ. Lý luận và lý tính thời Babylon đã phát triển vượt ra ngoài quan sát thực nghiệm.
Có thể triết học Babylon có ảnh hưởng đến triết học Hy Lạp cổ đại, đặc biệt là triết học Hy Lạp hóa. Văn bản Babylon Đối thoại của người bi quan có điểm tương đồng với các suy nghĩ chủ vận của các nhà ngụy biện và các học thuyết Heraclitus về sự tương phản, và các đối thoại của Plato, cũng như là tiền chất cho phương pháp gợi hỏi của Socrates. Nhà triết học người Ionia Thales cũng được biết là đã nghiên cứu triết học ở Lưỡng Hà.

## Di sản
Trước các cuộc khai quật khảo cổ học hiện đại ở Mesopotamia, lịch sử chính trị, xã hội và hình thái của Babylon cổ đại phần lớn là một điều bí ẩn. Các nghệ sĩ phương Tây thường hình dung thành phố và đế quốc của nó như là sự kết hợp của các nền văn hóa cổ đại đã biết - điển hình là sự pha trộn của văn hóa Hy Lạp và Ai Cập cổ đại - với một số ảnh hưởng từ đế chế Trung Đông đương thời, Đế chế Ottoman. Những minh họa thời đầu về thành phố khắc họa nó với hàng cột dài, đôi khi có tầng cao, hoàn toàn không giống với kiến trúc thực tế của các thành phố Lưỡng Hà cổ đại trong lịch sử, cùng với các bút tháp và nhân sư lấy cảm hứng từ Ai Cập, và những chóp nhọn và tháp rải rác theo kiểu Ottoman.
Babylonia, và đặc biệt là kinh đô Babylon, từ lâu đã có vị trí trong các tôn giáo Abraham như một biểu tượng của thừa mứa và bất công. Trong Kinh thánh có nhiều đoạn nhắc đến Babylon, theo cả nghĩa đen (lịch sử) và ngụ ngôn. Các đề cập trong Tanakh có xu hướng mang tính lịch sử hoặc tiên tri, trong khi các đề cập về ngày tận thế trong Tân Ước về Con điếm thành Babylon thì theo nghĩa ẩn dụ, hoặc có thể là để ám chỉ thành Rome ngoại đạo, hoặc một số hình mẫu khác. Vườn treo Babylon huyền thoại và Tháp Babel được xem là biểu tượng của sự xa hoa và lạm dụng quyền lực.
Những người Kitô giáo đầu tiên đôi khi gọi Rome là Babylon: Sứ đồ Peter kết thúc lá thư đầu tiên của mình bằng lời khuyên: "Cô ấy ở Babylon [Rome], cũng được chọn như bạn, gửi đến bạn lời chào, và con trai tôi Mark cũng vậy." (1 Peter 5:13). 
Babylon cũng được nhắc đến trong kinh Quran khổ 102 chương 2 của Surah Baqarah (Con bò).

## Dẫn nguồn
1. ↑  F. Leo Oppenheim, Ancient Mesopotamia
2. ↑  "Aliraqi - Babylonian Empire". Bản gốc lưu trữ ngày 21 tháng 2 năm 2015. Truy cập ngày 19 tháng 4 năm 2020.
3. ↑  Babylonian Empire - Livius
4. 1 2 3 4 5  Chisholm 1911, tr. 105.
5. ↑  Crawford, Harriet E. W. (2004). Sumer and the Sumerians (2nd ed.). Cambridge University Press. ISBN 9780521533386
6. ↑  Roux, Georges (1993). Ancient Iraq. Harmondsworth: Penguin. ISBN 978-0-14-012523-8.
7. ↑  Deutscher, Guy (2007). Syntactic Change in Akkadian: The Evolution of Sentential Complementation. Oxford University Press US. pp. 20–21. ISBN 978-0-19-953222-3.
8. ↑  Roux, Georges, "The Time of Confusion", Ancient Iraq, Penguin Books, p. 266, ISBN 9780141938257
9. ↑  Pruß, Alexander (2004), "Remarks on the Chronological Periods", in Lebeau, Marc; Sauvage, Martin (eds.), Atlas of Preclassical Upper Mesopotamia, Subartu, 13, pp. 7–21, ISBN 2503991203
10. ↑  Georges Roux, Ancient Iraq
11. ↑  Robert William Rogers, A History of Babylonia and Assyria, Volume I, Eaton and Mains, 1900.
12. ↑  Oppenheim Ancient Mesopotamia
13. 1 2 3 4  Georges Roux, Ancient Iraq
14. ↑  Schneider, Thomas (2003). "Kassitisch und Hurro-Urartäisch. Ein Diskussionsbeitrag zu möglichen lexikalischen Isoglossen". Altorientalische Forschungen (bằng tiếng Đức). số 30. tr. 372–381.
15. ↑  "India: Early Vedic period". Encyclopædia Britannica Online. Encyclopædia Britannica, Inc. Truy cập ngày 8 tháng 9 năm 2012.
16. ↑  "Iranian art and architecture". Encyclopædia Britannica Online. Encyclopædia Britannica, Inc. Truy cập ngày 8 tháng 9 năm 2012.
17. ↑   Một hoặc nhiều câu trước bao gồm văn bản từ một ấn phẩm hiện thời trong phạm vi công cộng: Sayce, Archibald Henry (1911). "Babylonia and Assyria". Trong Chisholm, Hugh (biên tập). Encyclopædia Britannica. Quyển 3 (ấn bản thứ 11). Cambridge University Press. tr. 104.
18. ↑  A. K. Grayson (1996). Assyrian Rulers of the Early First Millennium BC II (858–745 B.C.) (RIMA 3). Toronto University Press. pp. 31, 26–28. iv 6
19. ↑  "World Wide Sechool". History of Phoenicia – Part IV. Bản gốc lưu trữ ngày 18 tháng 9 năm 2012. Truy cập ngày 9 tháng 1 năm 2007.
20. ↑  Chisholm 1911, tr. 105–106.
21. 1 2 3 4 5 6  Chisholm 1911, tr. 106.
22. ↑  Al-Gailani Werr, L., 1988. Studies in the chronology and regional style of Old Babylonian Cylinder Seals. Bibliotheca Mesopotamica, Volume 23.
23. ↑  Morris Jastrow Jr.; và đồng nghiệp. "Babylon". Jewish Encyclopedia.
24. ↑  Chisholm 1911, tr. 108.
25. 1 2 3 4 5 6 7  Chisholm 1911, tr. 107.
26. ↑  Tatlow, Elisabeth Meier Women, Crime, and Punishment in Ancient Law and Society: The Ancient Near East Continuum International Publishing Group Ltd. (ngày 31 tháng 3 năm 2005) ISBN 978-0-8264-1628-5 p. 75
27. 1 2  Pingree, David (1998), "Legacies in Astronomy and Celestial Omens", in Dalley, Stephanie (ed.), The Legacy of Mesopotamia, Oxford University Press, pp. 125–137, ISBN 978-0-19-814946-0
28. ↑  Evans, James (1998). The History and Practice of Ancient Astronomy. Oxford University Press. tr. 296–297. ISBN 978-0-19-509539-5. Truy cập ngày 4 tháng 2 năm 2008.
29. ↑  Holden, James Herschel, 1996. A History of Horoscopic Astrology. AFA. ISBN 978-0-86690-463-6, tr. 1
30. ↑  Aaboe, Asger. "The culture of Babylonia: Babylonian mathematics, astrology, and astronomy". The Assyrian and Babylonian Empires and other States of the Near East, from the Eighth to the Sixth Centuries B.C. Eds. John Boardman, I. E. S. Edwards, N. G. L. Hammond, E. Sollberger and C. B. F. Walker. Cambridge University Press, (1991)
31. ↑  D. Brown (2000), Mesopotamian Planetary Astronomy-Astrology, Styx Publications, ISBN 90-5693-036-2.
32. ↑  Otto E. Neugebauer (1945). "The History of Ancient Astronomy Problems and Methods", Journal of Near Eastern Studies 4 (1), pp. 1–38.
33. ↑  George Sarton (1955). "Chaldaean Astronomy of the Last Three Centuries B.C.", Journal of the American Oriental Society 75 (3), pp. 166–173 [169].
34. ↑  William P. D. Wightman (1951, 1953), The Growth of Scientific Ideas, Yale University Press p. 38.
35. ↑  Leo Oppenheim (1977). Ancient Mesopotamia: Portrait of a Dead Civilization. University of Chicago Press. tr. 290.
36. ↑  R D. Biggs (2005). "Medicine, Surgery, and Public Health in Ancient Mesopotamia". Journal of Assyrian Academic Studies. Quyển 19. tr. 7–18.
37. ↑  M. J. Geller (2004). H. F. J. Horstmanshoff; Marten Stol; Cornelis Tilburg (biên tập). West Meets East: Early Greek and Babylonian Diagnosis. Brill Publishers. tr. 11–186. ISBN 978-90-04-13666-3. {{Chú thích sách}}: Đã bỏ qua |work= (trợ giúp)
38. ↑  Chisholm 1911, tr. 107–108.
39. ↑  Eves, Howard (1969). An Introduction to the History of Mathematics. Holt, Rinehart and Winston. tr. 31.
40. ↑  Ossendrijver, Mathieu (ngày 29 tháng 1 năm 2016). "Ancient Babylonian astronomers calculated Jupiter's position from the area under a time-velocity graph". Science (bằng tiếng Anh). Quyển 351 số 6272. tr. 482–484. Bibcode:2016Sci...351..482O. doi:10.1126/science.aad8085. PMID 26823423.
41. ↑  Giorgio Buccellati (1981), "Wisdom and Not: The Case of Mesopotamia", Journal of the American Oriental Society 101 (1), pp. 35–47.
42. ↑  Giorgio Buccellati (1981), "Wisdom and Not: The Case of Mesopotamia", Journal of the American Oriental Society 101 (1), pp. 35–47 [43].
43. ↑  Liverani 2016, tr. 21–22.
44. ↑  The Qur'an. Center for Muslim–Jewish Engagement, University of Southern California. 2008. Archived from the original on ngày 18 tháng 6 năm 2017.